# Меморіальний парк жертвам війни (Сінгапур)
Меморіальний парк жертвам війни — парк у Сінгапурі, розташований уздовж Біч-роуд в центрального районі Сінгапуру. Меморіал цивільним жертвам знаходиться в центрі парку як меморіал цивільним особам, які загинули в Сінгапурі під час Другої світової війни .

## Історія
Під час різанини Сук Чін, що сталася в Сінгапурі під час Другої світової війни, були викопані могили  для тіл цивільних осіб, загиблих від японців. Коли в 1962 році тіла розкопали в різних місцях, Сінгапурська китайська торгово-промислова палата (SCCCI) вирішила зібрати залишки та створити їм меморіал. Тодішній прем'єр-міністр Лі Куан Ю відклав ділянку землі на Біч-Роуді під будівлю меморіалу ,де був створений Меморіальний парк жертвам війни. 
15 червня 1963 року під час церемонії, в якій взяли участь поважні особи, міжрелігійні організації, лідери громад та багато інших, тодішній прем'єр-міністр виступив з проектом облаштування Меморіалу. Проект був завершений, а пам’ятник було відкрито 15 лютого 1967 року водночас з 25-ми роковинами падіння Сінгапуру . 
Пам’ятник отримав назву Меморіал цивільним жертвам, але  був більш відомий як меморіал «Палички» з посиланням на його дизайн. З чотирма стовпами, кожен з яких висотою близько 67 метрів, пам’ятник нагадує дві пари паличок. Дизайн чотирьох стовпів має суттєве значення - вони символізують чотири основні раси людей, що живуть у Сінгапурі. Слова були вписані на основу меморіалу. У чотирьох мовах, англійській, мандаринській, малайській та тамільській, слова читаються: Меморіал цивільним жертвам японської окупації 1942-1945 років . 

## Парк
Парк площею 1,4 га має відкриті газони з гнетумами, що покривають доріжку, що веде до меморіалу з чотирьох кутів парку. Навколо меморіалу розташований ставок. Парк з меморіалом —  популярне місце для зустрічей. 

## Зовнішні посилання
- Правління національних парків [Архівовано 11 травня 2011 у Wayback Machine.]
- Дошка національних парків - Меморіальний парк війни [Архівовано 7 серпня 2019 у Wayback Machine.]